# Vita activa
Vita activa è un saggio di Hannah Arendt pubblicato negli Stati Uniti d'America nel 1958 con il titolo The Human Condition dalla casa editrice University of Chicago Press. In Italia fu pubblicato nel 1964 con il titolo Vita activa. La condizione umana.

## Obiettivi
Vita activa nasce dallo studio approfondito di Marx e della fondamentale tematica del lavoro. Arendt vuole esporre la sua teoria politica cercando di far emergere la condizione umana attraverso un’analisi fenomenologica, prescindendo dalla conoscenza scientifica e dal pensiero filosofico. Vuole anche riflettere sulla possibilità di agire in un mondo pervaso dalla tecnologia e dal totalitarismo perché riprendere il senso politico della vita activa tipica delle città-stato greche sarebbe il primo passo per difendere la libertà e ricreare le condizioni di una vita politica attiva e condivisa. In particolare Arendt si concentra sul modo in cui pensiamo, su cosa facciamo e su cosa inibisce il nostro pensiero.

## La vita attiva
Il termine vita activa è carico di tradizione. Esso è antico quanto la tradizione occidentale del pensiero politico, ma non più di essa. Deriva dal greco bios politikos o meglio da askholia (inquietudine), concezione greca della politica, intesa come vivere politico della persona libera fondato sull'azione (praxis) e sul discorso (lexis). Rimanda all'Atene di Pericle, dove la dimensione politica coinvolgeva il cittadino in un dialogo attivo e produttivo non solo per il singolo ma anche per l'intera comunità. Con l’avvento del cristianesimo, il termine viene inteso più ampiamente come occuparsi delle cose di questo mondo, anche della politica. Hannah Arendt nota però che, con il decadere della polis greca, il termine vita activa perde il proprio significato originario a causa della decadenza dell'agire politico collettivo. Causa di questa decadenza è il trasferimento del potere a un governo oligarchico, lontano dalla comunità cittadina.
In questo saggio, diversamente da ciò che sostenevano Aristotele e Platone, la vita attiva viene tenuta separata dalla vita contemplativa. Questi due aspetti della vita sono i due elementi fondamentali della condizione umana. Arendt parla di condizione umana, e non di natura umana come avevano fatto alcuni dei filosofi classici, in quanto ritiene che gli umani sono esseri condizionati da alcuni fattori sia biologici (vitalità, natalità, mortalità), sia storici (mondanità, pluralità). Tuttavia la loro peculiarità consiste nel non essere mai totalmente riducibili a queste condizioni. 
(Hannah Arendt, Vita activa. La condizione umana, trad. it. di S.Finzi, Bompiani, Milano 1997, p. 10)
La vita attiva è caratterizzata da tre diverse tipologie di attività, corrispondenti ognuna a una condizione di base in cui la vita sulla Terra è stata data agli umani: lavoro, opera e azione. Tutte e tre le attività sono quindi connesse alle condizioni generali dell'esistenza. Esse sono radicate nella natalità in quanto hanno il compito di fornire e preservare il mondo per i posteri.

## Lo spazio pubblico e la sfera privata
Arendt riflette sul rapporto tra lo spazio pubblico e la sfera privata della persona in riferimento alla polis greca, per arrivare fino al cuore del problema della libertà politica. Il sorgere della città-stato significò per l'individuo ricevere la possibilità di essere attivo non solo nella sua sfera privata, ma anche in una pubblica.
Le attività necessarie nella vita pubblica erano l’azione e il discorso. Quanto fosse importante il discorso è detto dalla definizione di Aristotele della persona umana come unico animale dotato di parola, zoon logon ekhon, che si differenziava da tutti coloro che erano esterni alla polis (schiavi, barbari e donne), questi ultimi non erano propriamente privi della facoltà di parola bensì di un modo di vita nel quale solo il discorso aveva senso (non la violenza o il comando).
La sfera domestica era il luogo delle necessità biologiche, che assicurava la sopravvivenza individuale e quella della specie, la polis era il luogo della libertà: il controllo della necessità nella prima assicurava l’accesso alla seconda. La scomparsa della distanza tra la sfera domestica e quella sociale è un fenomeno tipico della modernità: la prima viene inghiottita dalla sfera pubblica, che ne assume alcuni tratti tipici. Ne consegue la sostituzione dell'azione con il comportamento, la liberazione dell'attività lavorativa dall'appartenenza alla sfera privata, e quindi il controllo da parte della società, cioè della parte pubblica, del singolo cittadino e della sua vita privata (peculiarità di tutti i regimi totalitari). I cittadini tentano allora di costruirsi un proprio spazio intimo, lontano dal controllo del governo.

## Lavoro
Il lavoro è la prima attività e corrisponde alla condizione dell'uomo come animal laborans, ovvero colui che provvede al proprio mantenimento o a quello altrui. Il lavoro non lascia alcuna traccia di sé, dato che il suo risultato si dissolve nel consumo quasi immediato del prodotto stesso. Inoltre ogni lavoro viene sempre ricominciato di nuovo, perché non si può sfuggire al ciclo produzione-consumo se si vuol sopravvivere.
Il lavoro è collegato alla dimensione della necessità in quanto l'energia che l'uomo sprigiona e consuma lavorando serve per la conservazione della vita stessa. Dunque il lavoro si svolge esclusivamente all'interno del circolo dei processi naturali, dura fin quando dura tutta la vita. 
Il processo vitale del corpo conduce l'individuo dalla nascita alla morte lungo una progressione lineare di decadimento, che si svolge, tuttavia, secondo un movimento circolare ripetitivo che non si fermerà mai. L'attività lavorativa percorre sempre lo stesso circolo prescritto dall'organismo vivente. Non è possibile liberare l'uomo dal lavoro perché egli avrà un'eterna necessità di rinnovare il proprio ciclo biologico.
Il lavoro produce beni di consumo questi ultimi sono i meno durevoli tra tutte le cose materiali, in quanto deperiscono velocemente se non vengono utilizzati e rientrano in quel ciclo vitale da cui hanno tratto origine. Sono le più naturali e necessarie tra tutte le cose: vanno e vengono, sono prodotte e consumate, in analogia con il ritmo ricorrente dei processi naturali. Inoltre il lavoro fonda la ricchezza perché la produzione di questi beni, urgenti e necessari per la vita, sono altamente richiesti, quindi generano denaro.

## Opera
L'opera di cui parla qui Arendt è l'opera delle mani dell'uomo, diversa dal lavoro dei corpi. L'operare è l'attività tipica di quello che Arendt definisce homo faber. L'homo faber fa, opera e si distingue dall'animal laborans che lavora e si mescola con il suo prodotto. L'homo faber fabbrica la molteplicità delle cose che costituisce l'ambiente in cui l'essere umano vive, il mondo artificiale che lo circonda. Perciò non si tratta più di beni di consumo ma oggetti d'uso che garantiscono all'uomo una certa stabilità e benessere che non potrebbe altrimenti ottenere con il semplice lavoro. Se al lavoro corrisponde il consumo necessario e immediato, all'operare corrisponde l'uso più duraturo, durevolezza che John Locke riteneva necessaria per l'istituzione della proprietà privata. Inoltre questa caratteristica permette agli oggetti prodotti dall'opera dell'uomo di acquistare una certa indipendenza rispetto a colui che li produce.
La civiltà deriva quindi dall'opera dell'uomo e dalla sua capacità di fabbricare strumenti, attraverso i quali modificare il mondo e pertanto elevarsi a padrone della natura stessa. Quando dalla materia che si trova in natura si passa al materiale, è segno che la mano dell’uomo è intervenuta a rimuoverlo dalla sua collocazione naturale, o perché interrompe un processo vitale, o perché agisce su prodotti naturali per estrarne oggetti utili.
Arendt sottolinea la profonda differenza che sussiste tra lavoro e opera riferendosi all'antica Grecia e alla distinzione che sussisteva tra gli artigiani e gli schiavi. Mentre gli artigiani, grazie alle loro abilità, creavano con le proprie mani qualcosa di nuovo, gli schiavi, con l’attività del loro corpo, provvedevano alle necessità della loro vita e di quella dei loro padroni. Anticamente il lavoro veniva comunemente disprezzato. Alla base di questa considerazione negativa c’era la consapevolezza che esso impediva di vivere pienamente la propria esistenza, bloccandone gli aspetti creativi e quindi più duraturi nel tempo. Inoltre si riteneva che colui che opera è sostanzialmente diverso da colui che lavora, proprio perché lascia una sua traccia nel mondo, mentre a chi vive per lavorare non rimane niente altro che la propria sussistenza. Per queste ragioni il lavoro toccava agli schiavi, mentre solo chi non doveva occuparsi della propria esistenza poteva dedicarsi all'artigianato e concentrare le proprie energie sulla creatività e sul pensiero.
Nell'età moderna si è verificato un capovolgimento nella considerazione dell'attività lavorativa e dell'opera della creatività. Questo fenomeno è stato indotto anche da grandi pensatori quali John Locke, Adam Smith e Karl Marx. Quest'ultimo, in particolare, indicò nella forza lavoro la causa della produttività e quindi il fulcro dell'esistenza della civiltà umana. Tuttavia, Marx non colse la differenza tra opera e lavoro, motivo per cui, secondo Arendt, è giunto a delle conclusioni errate.
Il processo storico, secondo Arendt, ha poi condotto verso una società in cui si è verificata una diminuzione drastica della fatica connessa alle attività lavorative e a un adeguato compenso.  A tutto ciò non è seguita, però, l’emancipazione politica dei lavoratori, ma ne è derivato soltanto il primato del lavoro.

## Azione
Per Arendt l'azione è l'attività con la quale gli uomini entrano in rapporto tra loro, senza la mediazione di cose naturali o artificiali, ma è anche una manifestazione della pluralità del mondo umano, ovvero il fatto che sulla Terra ci siano gli uomini e non un solo uomo. Questa pluralità è specificamente la condizione di ogni vita politica. L’azione e il discorso sono fondativi dello spazio delle relazioni umane. Quindi l'azione è tipica dell'uomo inteso come animale politico. Nell'agire l'uomo si rivela.
(Hannah Arendt, Vita activa. La condizione umana, trad. it. di S.Finzi, Bompiani, Milano 1997, p. 130)
Se non è in grado di trovare lo spazio per l’azione, l’uomo rimane isolato, vittima di pregiudizi ed egoismi che lo portano verso la sopraffazione e il conseguente rifiuto della vita intesa come auto-realizzazione, creatività e cultura. Mentre molte facoltà umane, come il pensiero, la creatività, il lavoro e la volontà, sono esercitabili anche in isolamento, l'azione è la sola attività che mette in rapporto diretto gli uomini, quindi la sua manifestazione è favorita dalla pluralità stessa.
La vita, intesa non in senso biologico, ma come quel periodo di tempo che intercorre tra la nascita e la morte, si manifesta nell'azione e nel discorso. Tutto ciò equivale a una sorta di rinascita, che non ci inserisce semplicemente nel mondo della vita, ma ci introduce a pieno nel mondo umano. Questa seconda nascita non ci è imposta dalla necessità come per il lavoro, né dai desideri come per l’opera, ma è incondizionata. Agire significa incominciare qualcosa: dal punto di vista storico l'azione imprime una svolta, per mezzo delle sue capacità innovative, al trascorrere uniforme del tempo e rende ognuno di noi diverso da tutti gli altri uomini. L’azione acquista rilievo nel corso della vita umana, la quale assume un significato profondo che le permette di superare la banalità del quotidiano e la ripetitività delle esigenze biologiche.
unicità»
(Hannah Arendt, Vita activa. La condizione umana, trad. it. di S.Finzi, Bompiani, Milano 1997, p. 129)
Quindi senza la possibilità di trasformare e controllare i processi iniziati, gli esseri umani sarebbero completamente prigionieri del corso automatico e necessario della vita quotidiana, destinato implacabilmente a concludersi con la morte. In questo modo Arendt vuole sottolineare la differenza tra la vita intesa come processo biologico e l'esistenza propriamente umana. L'uomo può andare oltre al tentativo della mera sussistenza fisica assecondando quella forza interiore che lo spinge a relazionarsi con gli altri uomini. Questa spinta ha una tendenza altruistica, diversamente dalle altre, dettate dalle necessità biologiche, che sono prevalentemente egoistiche. Viene definito come amor mundi la spinta che porta a rivelarsi agli altri uomini, ad apparire come portatori di un valore gratuito e disinteressato: tale valore non è altro che l'agire politico. Quindi Arendt individua nel recupero dell’azione politica il percorso attraverso cui è possibile la ricomposizione della dimensione autentica e unitaria dell’uomo.

## Lavita activae l'età moderna
I tre eventi eccezionali che hanno annunciato l'esordio dell'età moderna (la scoperta dell'America, la Riforma protestante di Martin Lutero e il telescopio di Galileo Galilei) hanno, secondo Arendt, prodotto fenomeni di alienazione dal mondo. Ciò ha contribuito ad una progressiva perdita della ragion d'essere della vita attiva e contemplativa. La contemplazione è diventata un'attività priva di significato. Il pensiero stesso divenne una funzione cerebrale tipica non solo degli uomini, ma anche degli strumenti elettronici. Il lavoro degli uomini è diventato un processo sempre più automatizzato. La capacità di agire è diventata una prerogativa esclusiva degli scienziati, da sempre considerati i meno pratici e i meno politici dei membri della società. La sfera dell’agire è stata sottomessa a quella del fare e dell'utilità. Il risultato è stato la spoliticizzazione del fare e il trasferimento del potere politico nelle mani di pochi. Arendt critica la società moderna perché ha privilegiato l’economico, e sostiene che bisognerebbe riconquistare il carattere politico dell'agire che mette gli uomini in relazione tra loro e illumina l'esistenza umana.

## Edizioni italiane
- Vita activa, Milano, Bompiani, 1964.
- Vita activa. La condizione umana, Milano, Bompiani, 1989, ISBN 884521351X.
- Vita activa. La condizione umana, traduzione di S.Finzi, Milano, Bompiani, 1997, ISBN 978 8845222948.
- Vita activa. La condizione umana, traduzione di S.Finzi, Milano, Bompiani, 2017, ISBN 884529546X.